# Jasin-Amin Assehnoun
Jasin-Amin Assehnoun, né le 26 décembre 1998 à Tampere, est un footballeur international finlandais qui évolue au poste de milieu de terrain au Volos FC en prêt de Vejle BK.

## Biographie
Assehnoun est né à Tampere, dans l'arrière pays du Sud-Ouest finlandais, d'un père marocain et d'une mère finlandaise, possédant ainsi la double nationalité finno-marocaine,,.

### Carrière en club
Assehnoun est passé par les centres de formation du Pitäjänmäen Tarmo, du HJK Helsinki, du Pallokerho-35 et du FC Espoo (en), club où il fait ses débuts senior en 2017, dans la troisième division finlandaise. En 2018, il rejoint le FC Lahti — dont son ancien club est partenaire —, signant un premier contrat de deux ans avec le club de Veikkausliiga, le plus haut niveau du football finlandais.

### Carrière en sélection
Avec les espoirs, il inscrit deux buts. Il marque tout d'abord lors d'un match amical contre la Norvège en mars 2019. Son équipe s'impose sur le large score de 8-3. Il inscrit son second but en octobre 2019, contre Malte, lors des éliminatoires de l'Euro espoirs 2021 (large victoire 4-0). 
Assehnoun est appelé une première fois en équipe de Finlande par Markku Kanerva le 19 mai 2021, pour la préparation de l'Euro 2020. Il fait ses débuts sur la scène internationale le 29 mai 2021, étant titularisé sur le flanc de l'attaque lors du match amical des Finlandais contre la Suède.